# 朝鮮總督府官報

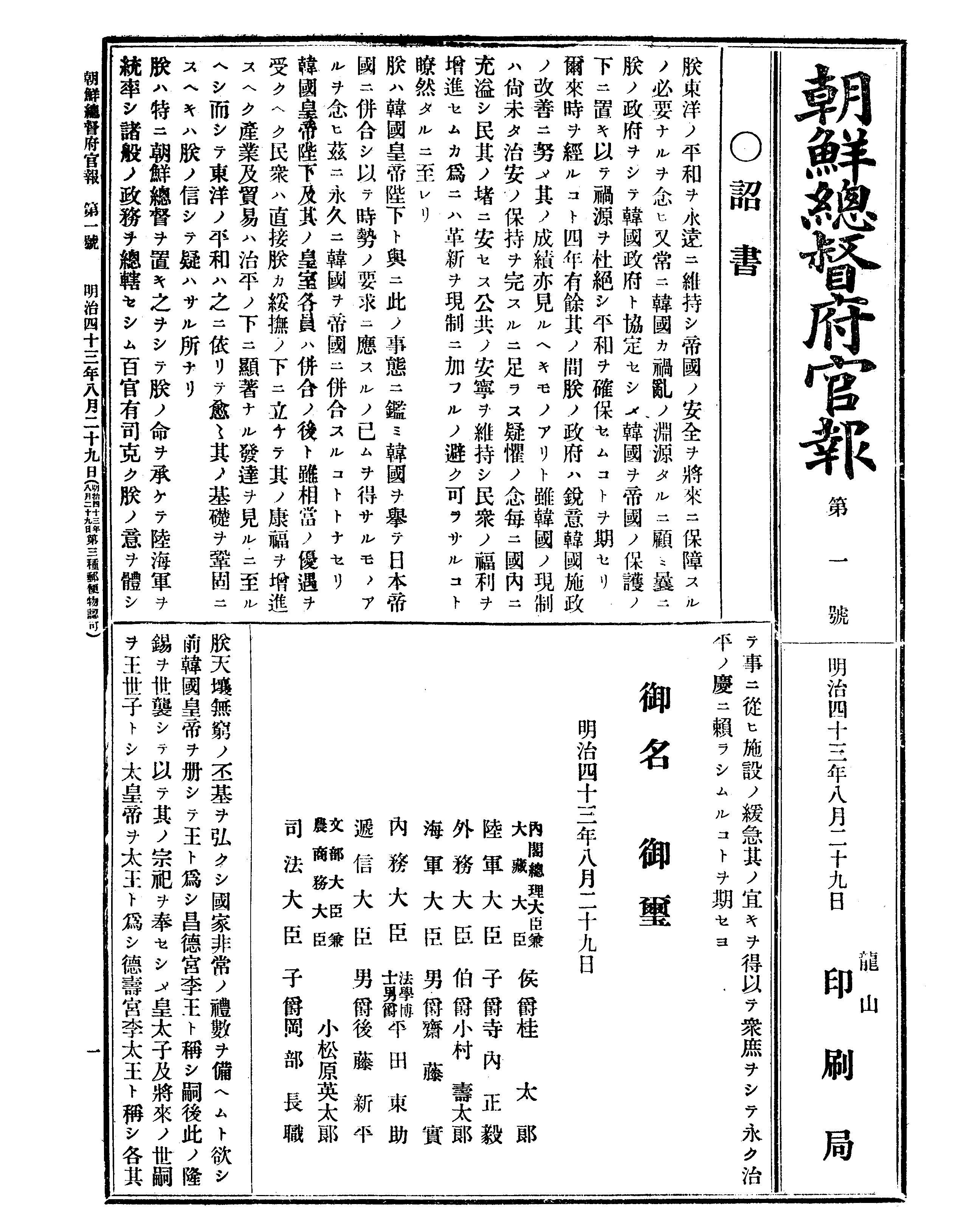
第1號的第1面

《朝鮮總督府官報》（日语：〔〕／ Chōsen Sōtokufu Kanpō），是朝鮮總督府的機關報，其前身為《統監府公報》。

## 概要
該報主要刊登法律、制令、朝鮮總督府令等法令，以及總督府各機關的告示、通牒。
除了星期日、特定節慶假日、年末年始以外，每天都有發行。

## 統監府公報
總督府官報的前身，《統監府公報》是自統監府開始運行的1906年（明治39年）2月1日的隔年1906年（明治40年）1月14日開始發行第一號、並一直發行到日韓合併的1910年（明治43年）8月27日，總共發行至第167號。
偶爾也有發行號外公報，但時間不固定，大約每周出版一次，但沒有明確描述出版週期。

## 編纂事項及順序
『朝鮮總督府官報』依照「朝鮮総督府官報編纂規程」（大正2年11月21日朝鮮総督府訓令第57号）所公佈的附錄1中規定記載以下事項。
- 詔書
- 皇室令
- 法律（僅限與朝鮮地區相關事宜）
- 勅令（同上）
- 軍令（同上）
- 條約（同上）
- 豫算（同上）
- 制令
- 府令
- 告示
- 閣令（同上）
- 省令（同上）
- 訓令
- 訓示
- 通牒
- 警務總監部公文
- 臨時土地調査局公文
- 地方廳公文
- 會計檢査
- 敍任及辭令
- 彙報
- 廣告
- 朝鮮譯文

之後、伴隨著「朝鮮總督府官報編纂規程」的修改（大正9年2月27日朝鮮総督府訓令第10号）、第2條規定記載以下事項。
- 詔書
- 皇室令
- 法律（僅限於實行於朝鮮地區，或需要該地區人民知曉的法令）
- 勅令（同上）
- 軍令（同上）
- 條約（同上）
- 豫算（同上）
- 制令
- 府令
- 閣令（同上）
- 省令（同上）
- 訓令（各政府部門的法令，內容規定同上）
- 訓示
- 告示（各政府部門的法令，內容規定同上）
- 達
- 論告[a]
- 通牒
- 軍事公文
- 高等土地調査局公文[b]
- 地方廳公文
- 會計檢査
- 敍任及辭令
- 彙報
- 土地徵收公告
- 廣告
- 朝鮮譯文[b]

## 朝鮮總督府官報活用系統
由韓國政府所建構的朝鮮總督府官報活用系統，有提供朝鮮總督府官報紙本影像與索引及當時紙面的線上閱覽，此外還能以日期、人名等來搜尋。

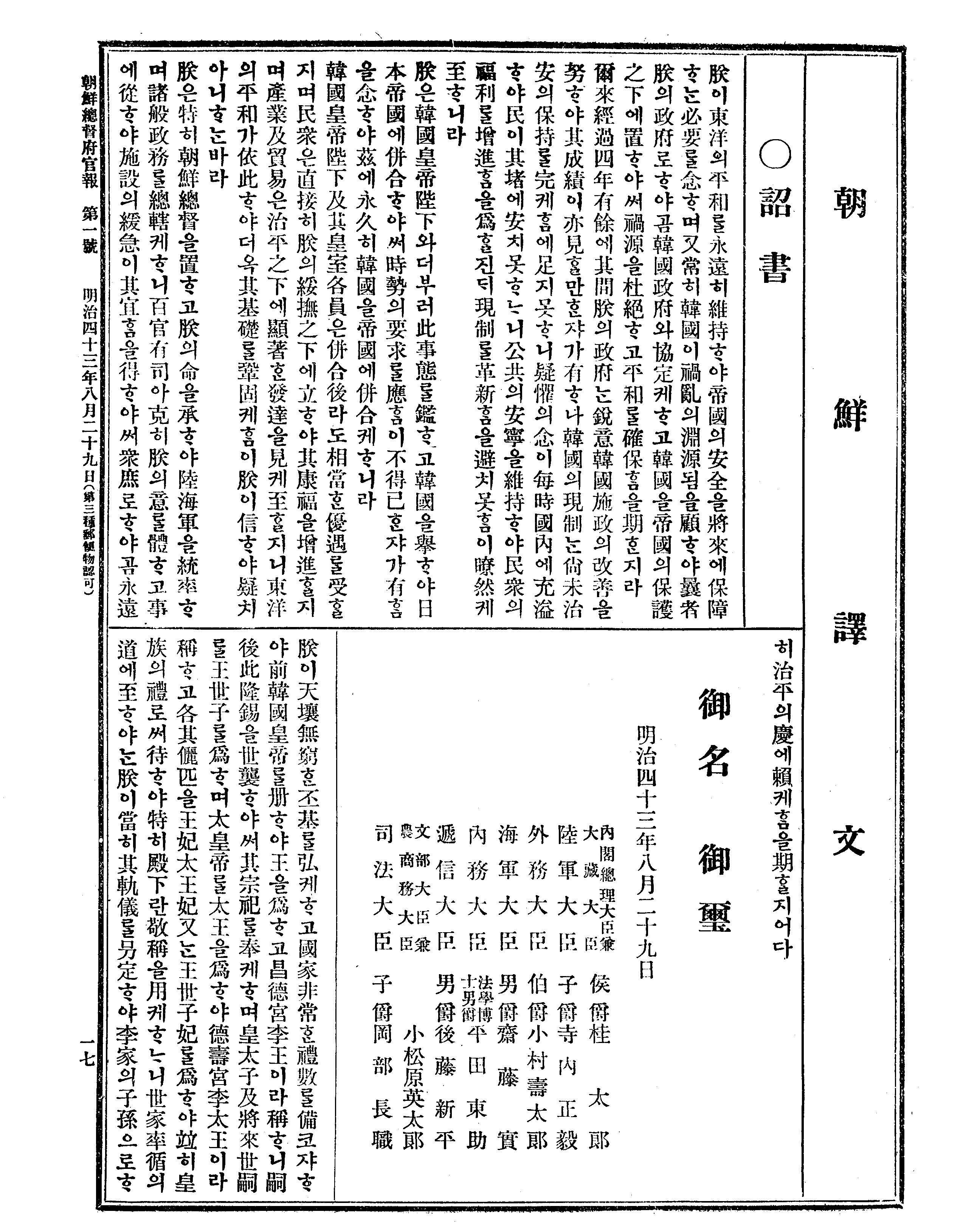
第1号第1面，關於日韓合併。1910年（明治43年）8月29日。
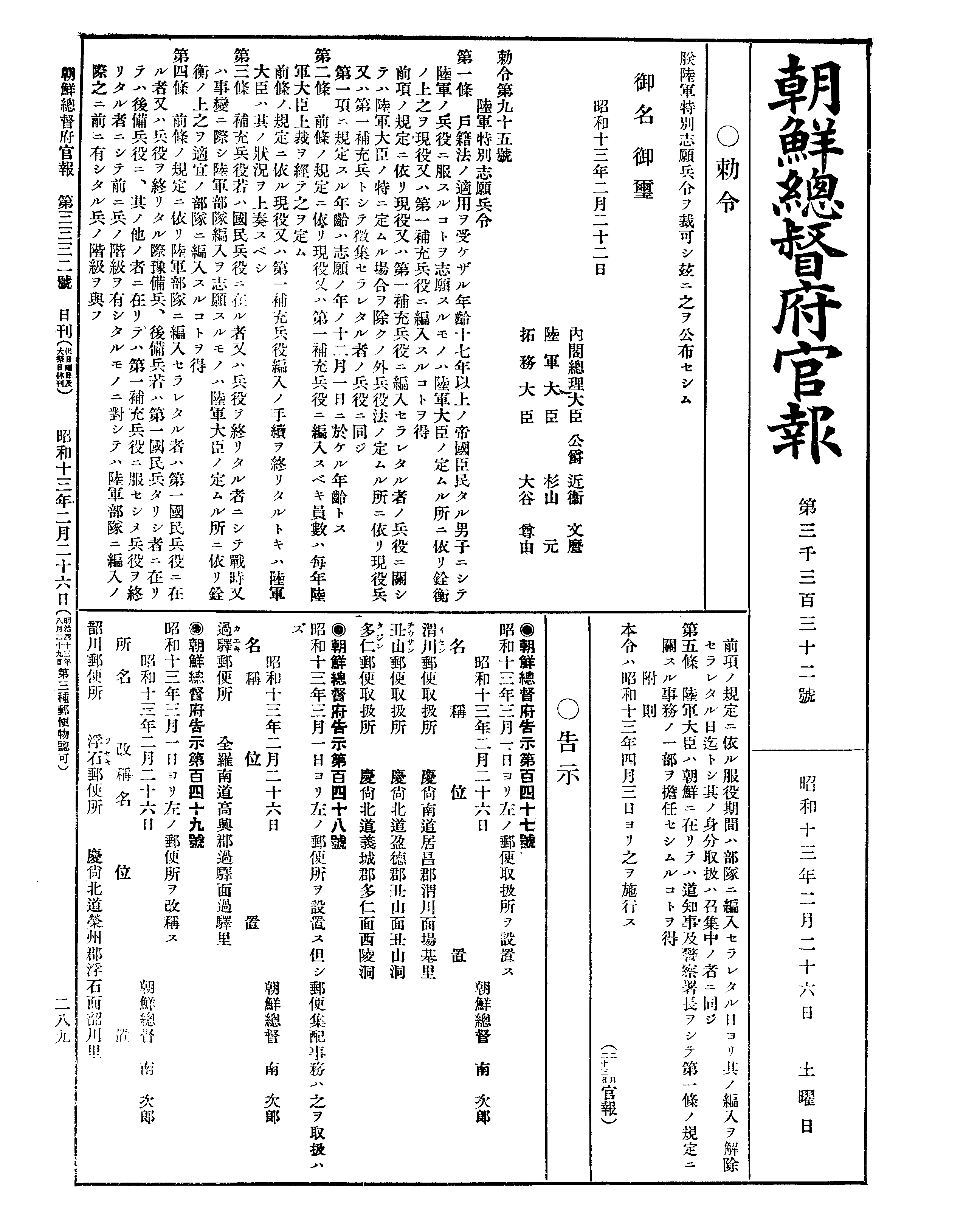
陸軍特別志願兵令⇒朝鮮籍日本兵。1938年（昭和13年）2月26日。
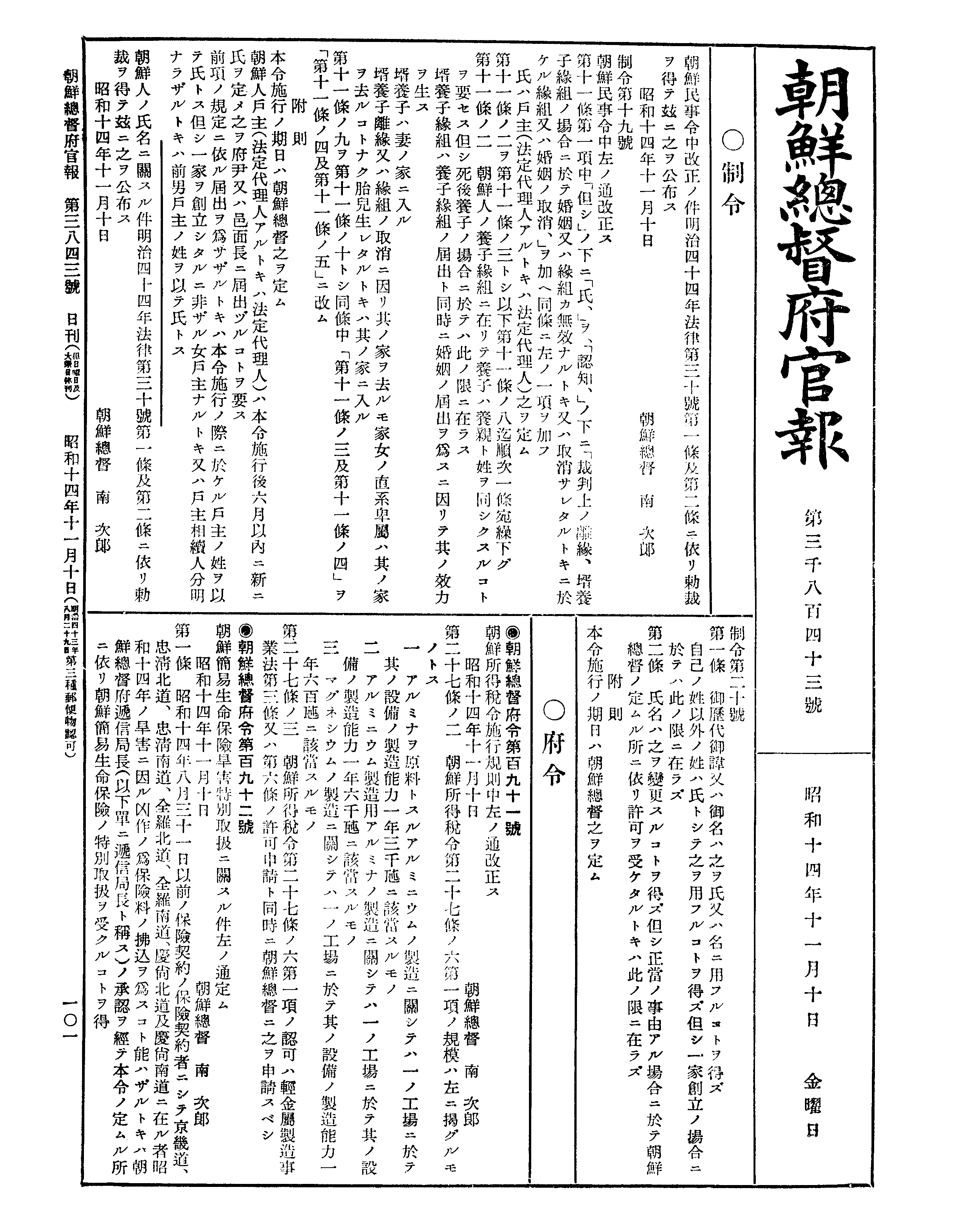
制令2本⇒創氏改名。1939年（昭和14年）11月10日。

## 外部連結
- 朝鮮総督府官報活用系統 （页面存档备份，存于）
- （日語）三百代言 別館 朝鮮総督府官報置き場 （页面存档备份，存于）（個人サイト。法令の索引）

1. ↑  刑事訴訟における検察官の意見陳述である論告とは異なる。朝鮮総督の朝鮮民衆に対する施政の宣言である。
2. 1 2  「朝鮮総督府官報編纂規程中改正（昭和5年4月1日朝鮮総督府訓令第20号）[5]」で削除。